# Abdulfattah Adam
Abdulfattah Adam (ur. 1 stycznia 1995 w Medynie) – saudyjski piłkarz grający na pozycji napastnika w Al-Nassr oraz reprezentacji Arabii Saudyjskiej.

## Kariera klubowa
13 lipca 2019 podpisał pięcioletni kontrakt z Al-Nassr. W październiku 2020 został wypożyczony do końca sezonu do Al-Raed, a w sierpniu 2022 na sezon do Abha Club.